# گریگوری سکالوف
گریگوری لیمپانوویچ سکالوف (روسی: Григо́рий Ли́пманович Соколо́в؛ زادهٔ ۱۸ آوریل ۱۹۵۰) یک موسیقی‌دان، نوازنده پیانو و استاد موسیقی اهل روسیه است.
او یکی از برجسته‌ترین نوازندگان زندهٔ پیانوی جهان در حال حاضر است و عدهٔ کثیری او را نوازنده‌ای با تکنیک نوازندگی بی‌کم‌وکاست و در حد کمال، ژرف‌بین و بابصیرت در تفسیر و اجرای پیانو، و با رپرتواری گسترده می‌دانند که دربرگیرندهٔ آهنگسازان دورهٔ باروک، از یوهان سباستیان باخ، فرانسوا کوپرن، ژان فیلیپ رامو تا آرنولد شونبرگ و بوریس آراپف است.
گریگوری سکالوف نواختن پیانو را در سن ۵ سالگی آغاز کرد و در سن ۷ سالگی به مدرسهٔ مخصوص کودکان در کنسرواتوار سن پترزبورگ رفت. وی در سن ۱۲ سالگی، نخستین رسیتال پیانوی خود را در مسکو با نواختن آثاری از یوهان سباستیان باخ، لودویگ فان بتهوون، روبرت شومان، فردریک شوپن، فلیکس مندلسون، سرگئی راخمانینف، الکساندر اسکریابین، فرانتس لیست، کلود دبوسی و دمیتری شوستاکوویچ در انجمن فیلارمونیک انجام داد و در سن ۱۶ سالگی، برندهٔ مدال طلای رقابت بین‌المللی چایکوفسکی (به سرپرستی امیل گیللس) در بخش نوازندگی پیانو شد که تا به امروز، جوان‌ترین برندهٔ این مسابقات محسوب می‌شود.
وی همچنین برندهٔ جوایزی همچون آرتورو بندتی میکلانجلی و هنرمند مردمی جمهوری شوروی فدراتیو سوسیالیستی روسیه شده‌است.
گریگوری سکالوف ساکن ایتالیاست و در تمامی کشورهای اروپایی (بجز انگلستان) برنامه اجرا می‌کند. علت این موضوع آن است که انگلستان برای صدور روادید برای ساکنین کشورهای غیر اتحادیه اروپا، درخواست انگست‌نگاری و اسکن چشم دارد که سکالوف بدان معترض است و آنرا از جنس همان ظلم و ستمی می‌داند که اتحاد جماهیر شوروی سوسیالیستی بر مردم تحمیل می‌کرد.